# St. Martin (Meerdorf)

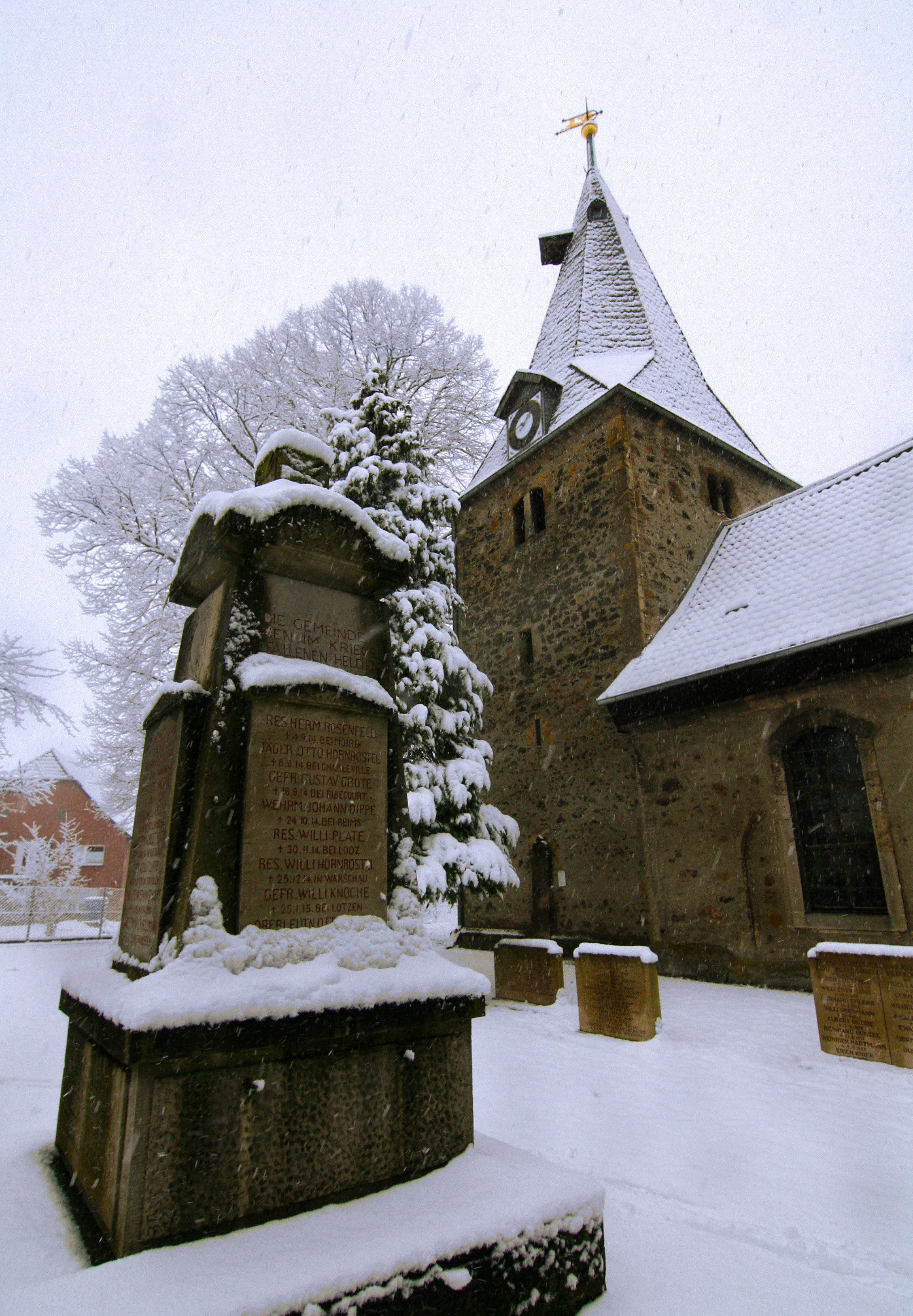
St. Martin

Die evangelisch-lutherische denkmalgeschützte Kirche St. Martin steht in Meerdorf, einem Ortsteil der Gemeinde Wendeburg im Landkreis Peine in Niedersachsen. Die Kirchengemeinde Meerdorf gehört mit Duttenstedt und Essinghausen zur Propstei Vechelde der  Evangelisch-lutherischen Landeskirche in Braunschweig.

## Beschreibung
Ein genaues Datum der Gründung der Kirchengemeinde ist unbekannt. In einer Urkunde von 1290 wird die Erweiterung des Kirchfriedhofs belegt, die Kirche bestand also bereits. 1532 erhielt die Kirche eine Kirchenglocke vom Glockengießer Curd Mente. Das Kirchenschiff der heutigen verputzten Saalkirche wurde 1783–85 vom Kammerbaumeister Martin Carl Jakob Fricke an den im Kern mittelalterlichen, aus Bruchsteinen und mit Ecksteinen versehenen Kirchturm angebaut. Die Ostwand des Kirchturms wurde in den westlichen Abschluss des Kirchenschiffs integriert. Der Kirchturm aus der ersten Hälfte des 13. Jahrhunderts hat Biforien als Klangarkaden.